# Zwierzyniec (województwo świętokrzyskie)
Zwierzyniec – wieś w Polsce, położona w województwie świętokrzyskim, w powiecie buskim, w gminie Busko-Zdrój.
W latach 1975–1998 miejscowość należała administracyjnie do województwa kieleckiego.
Przez wieś przechodzi zielony szlak turystyczny z Wiślicy do Grochowisk.

## Integralne części wsi
| SIMC    | Nazwa | Rodzaj    |
| ------- | ----- | --------- |
| 0233253 | Górka | część wsi |

## Historia wsi Zwierzyniec

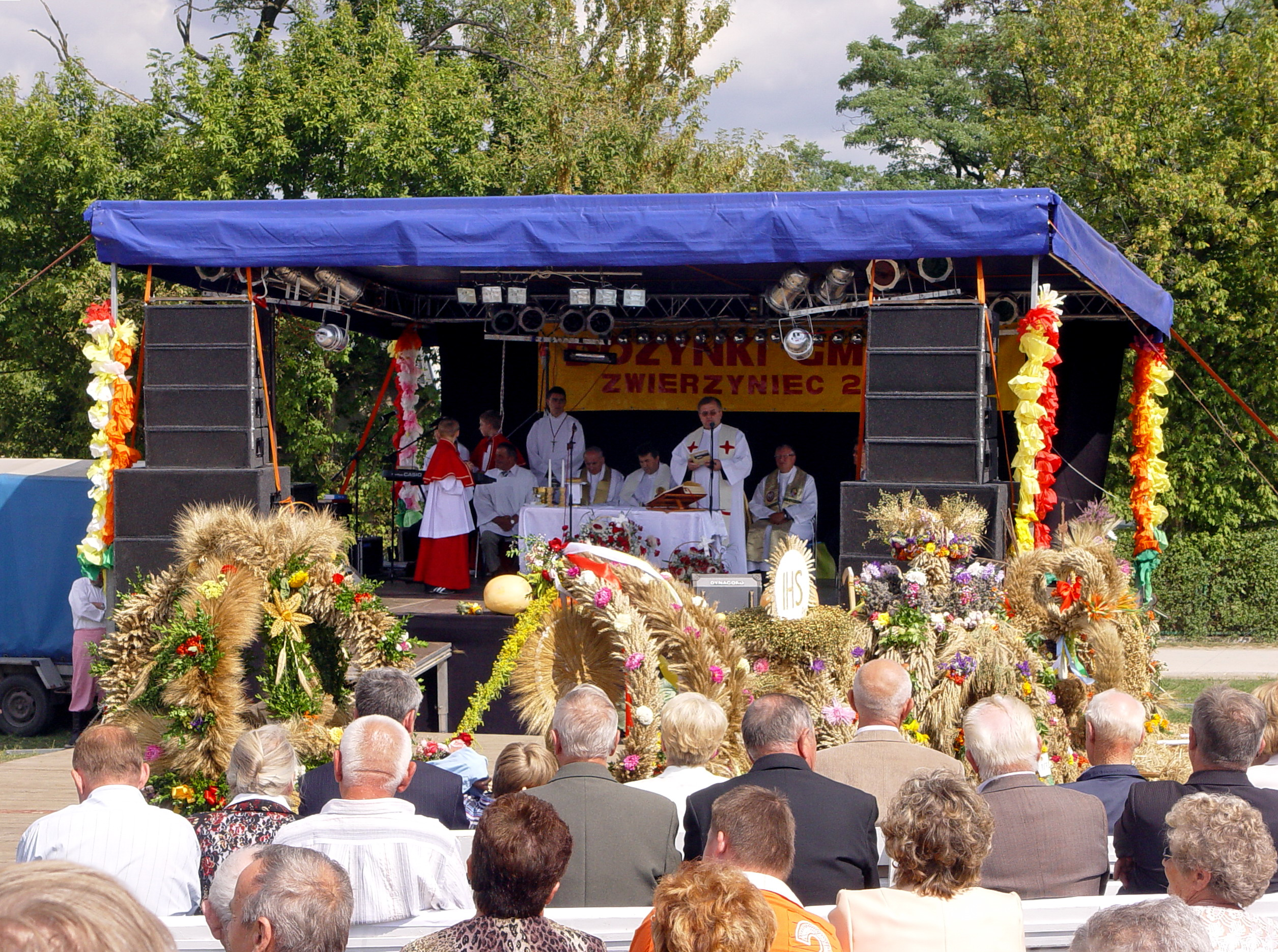
Dożynki Gminne w Zwierzyńcu,
31 sierpnia 2008

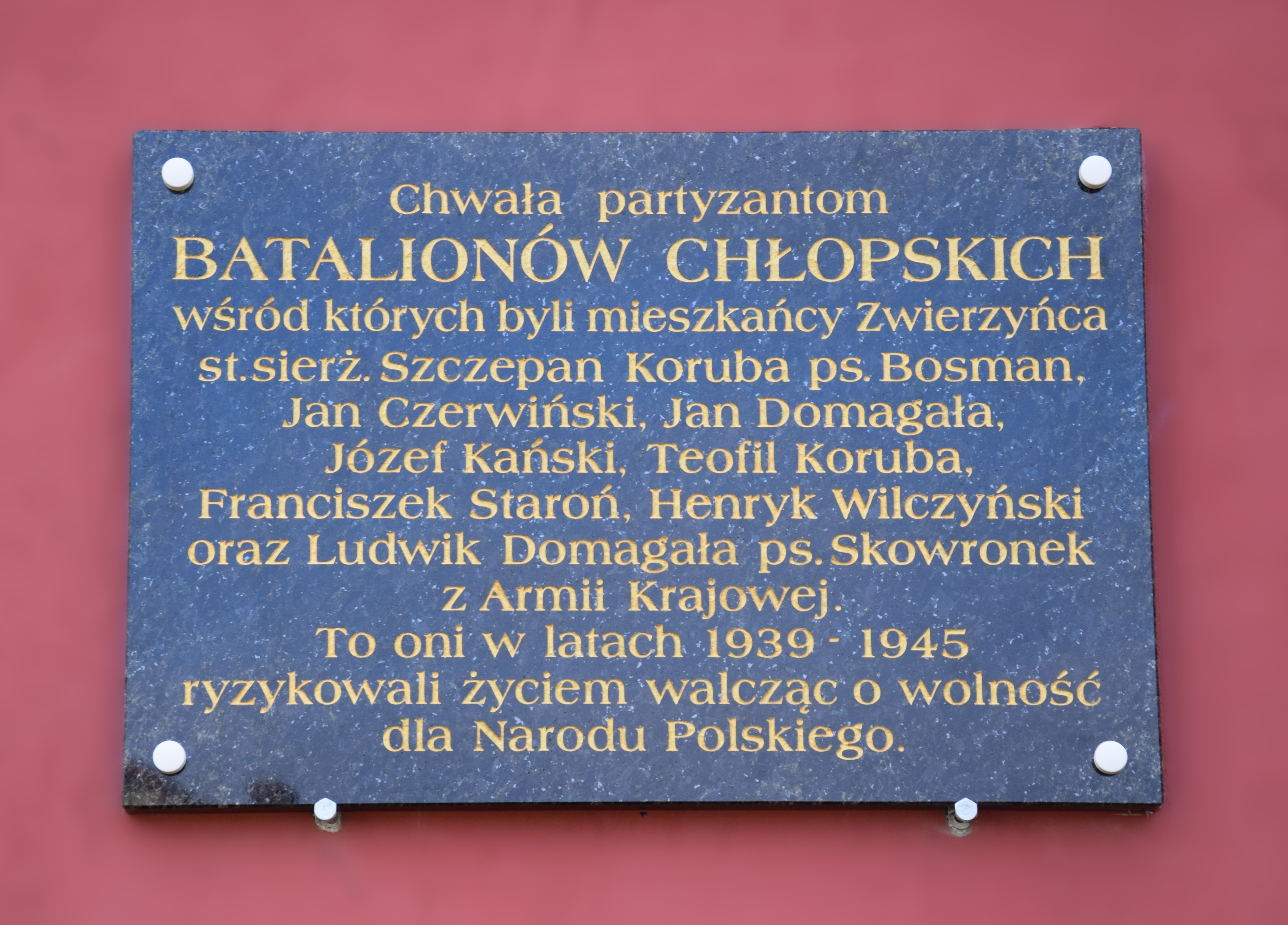
Upamiętnienie partyzantów z BCh i AK, zamontowana przez mieszkańców Zwierzyńca w 2024

Wieś Zwierzyniec, zwana wcześniej Zwierzeniec powstała na przełomie XVIII i XIX wieku, a dokładniej w latach 1762-1806, po wykarczowaniu lasu, który jeszcze 1762 roku porastał to miejsce. Pierwszymi mieszkańcami wsi byli członkowie rodzin: Pietryków, Czerskich i Jarosów.
Wspomnieć należy jednak, że osadnictwo dotyczące okolic wsi sięga epoki średniowiecza. W czasie prowadzonych w XX wieku badań archeologicznych, na wzgórzu położonym około 500 metrów na wschód od wsi odkryto grodzisko stożkowe pochodzące prawdopodobnie z XIII-XIV w..
W 1845 roku wieś administracyjnie należała do gminy Szaniec, okręgu szydłowskiego, powiatu stopnickiego, guberni radomskiej. i mieszkało w niej 9 zagrodników, czyli rolników, gospodarujących na 96 morgach i 200 prętach ziemi. Dalszy rozwój wsi nastąpił w 1864 roku i był związany z uwłaszczeniem chłopów. Wieś w tym czasie liczyła 16 zagrodników którzy gospodarowali na 165 morgach i 82 prętach ziemi.
Kolejny przyrost areału rolnego Zwierzyńca nastąpił w 1888 roku za zrzeczenie się praw serwitutowych ciążących na majątku Szaniec, wieś otrzymała ekwiwalent w postaci 70 morgów i 149 prętów ziemi leżącej w polu zwanym „Pod Nartami”. Nie był to jednak ostatni przyrost areału, bowiem pole zwane „Za Szosą” otrzymane za zrzeczenie się serwitutu ciążącego z kolei na folwarku Elżbiecin mieszkańcy podzielili między siebie w 1931 roku.
Nielegalne nauczanie dzieci we wsi w czasie zaboru rosyjskiego prowadził Andrzej Wilczyński, a legalne Anna Bernhard, która jednak zrezygnowała z funkcji nauczycielki w 1917 roku.
W okresie dwudziestolecia międzywojennego, okupacji niemieckiej i początkach PRL działał we wsi młyn wodny prowadzony przez Józefa Kańskiego.
W 1939 roku wieś liczyła 33 domy i 190 osób.
W 1934 roku mieszkańcy wsi ufundowali kamienną figurę przedstawiającą postać Jezusa Chrystusa stojącego na cokole, na rozstaju dróg. Koszty zakupu pokryte zostały ze składek mieszkańców i z odszkodowania od koła łowieckiego.
W czasie II wojny światowej z inicjatywy Szczepana Koruby powstała we wsi komórka ruchu oporu Batalionów Chłopskich w sile drużyny. Członkowie tej organizacji brali udział między innymi w rozbiciu więzienia w Pińczowie latem 1944 roku, a Szczepan Koruba dowodził plutonem w potyczce pod Skorzowem.
Dnia 31 lipca 1944 roku na wschód od wsi Zwierzyniec, przy skrzyżowaniu drogi Busko – Chmielnik, z drogą Szaniec – Kołaczkowice miała miejsce bitwa oddziału Armii Krajowej dowodzonego przez Mieczysława Łaganowskiego pseudonim „Wilga” z oddziałem armii niemieckiej. 
Pod koniec tego roku we wsi zakwaterowały oddziały z 69 Dywizjonu Grenadierów Ludowych Pospolitego Ruszenia cofającej się armii niemieckiej zmuszając mieszkańców Zwierzyńca i okolicznych miejscowości do kopania umocnień polowych na wschód od wsi Zwierzyniec.

W 1984 roku mieszkańcy wsi czynem społecznym wznieśli budynek sklepu i świetlicy wiejskiej, co upamiętnia wmurowana w ścianę budynku tablica z napisem, cyt:

1984 OBIEKT TEN WZNIEŚLI CZYNEM SPOŁECZNYM MIESZKAŃCY WSI ZWIERZYNIEC

W 1993 roku z inicjatywy Witolda Domagały powstała w Zwierzyńcu Ochotnicza Straż Pożarna licząca w dniu założenia 30 członków.
W dniu 6 września 2009 roku, w czasie ogólnopolskich dożynek w Częstochowie delegacja mieszkańców wsi Zwierzyniec wraz z wieńcem dożynkowym reprezentowała gminę Busko-Zdrój.
5 września 2010 r. delegacja wsi Zwierzyniec również uczestniczyła w Ogólnopolskich Dożynkach Jasnogórskich prezentując swój kolejny wieniec dożynkowy.

## Osoby związane ze Zwierzyńcem
- Bożentyna Pałka-Koruba – wojewoda świętokrzyski w latach 2007-2015[22].
- Szczepan Koruba – rodowity zwierzynianin, działacz ruchu ludowego, obrońca Helu, żołnierz Batalionów Chłopskich[23].
- Teofil Koruba – działacz ruchu ludowego, weteran wojny polsko-radzieckiej i II wojny światowej, żołnierz Batalionów Chłopskich i uczestnik rozbicia niemieckiego więzienia w Pińczowie[24].
- Jan Olrych Szaniecki - dziedzic wsi Zwierzyniec, obrońca chłopów, poseł na sejm, minister sprawiedliwości w Rządzie Narodowym[25].